# Rajgarh
Rajgarh es una localidad de la India, centro administrativo del distrito de Rajgarh en el estado de Madhya Pradesh.

## Geografía
Se encuentra a una altitud de 517 m s. n. m. a 142 km de la capital estatal, Bhopal, en la zona horaria UTC +5:30.

## Demografía
Según estimación 2010 contaba con una población de 29 039 habitantes.